# (3240) Laocoon
Pour les articles homonymes, voir Laocoon  (homonymie).
(3240) Laocoon, désignation internationale (3240) Laocoon, est un astéroïde troyen jovien.

## Description
(3240) Laocoon est un astéroïde troyen jovien, camp troyen, c'est-à-dire situé au point de Lagrange L5 du système Soleil-Jupiter. Il présente une orbite caractérisée par un demi-grand axe de 5,239 UA, une excentricité de 0,126 et une inclinaison de 2,3° par rapport à l'écliptique.
Il est nommé en référence au personnage de la mythologie grecque Laocoon, acteur du conflit légendaire de la guerre de Troie.

## Compléments